# Falawardżan
Falawardżan (perski: فلاورجان) – miasto w Iranie, w ostanie Isfahan. W 2011 roku liczyło 38 310 mieszkańców.